# Pseudoformicaleo gracilis
Pseudoformicaleo gracilis is een insect uit de familie van de mierenleeuwen (Myrmeleontidae), die tot de orde netvleugeligen (Neuroptera) behoort. 
Pseudoformicaleo gracilis is voor het eerst wetenschappelijk beschreven door Klug in Ehrenberg in 1834.